# Eparchie vladivostocká
Eparchie Vladivostok je eparchie ruské pravoslavné církve nacházející se v Rusku.

## Území a titul biskupa
Zahrnuje území západní části Přímořského kraje.
Eparchiálnímu biskupovi náleží titul biskup vladivostocký a přímořský.

## Historie
Eparchie byla zřízena 16. června 1898 oddělením území z kamčatské eparchie.
Na počátku 30. let 20. století eparchie zanikla. Od roku 1946 se nové farnosti přímořského kraje stali součástí chabarovské eparchie.
Eparchie byla obnovena rozhodnutím Svatého synodu 31. ledna 1991.
Dne 27. července 2011 byla z částí území eparchie vytvořena eparchie nachodkinská a eparchie arseňjevská. Dne 6. října 2011 se stala součástí nově vzniklé přímořské metropole.

## Seznam biskupů
- 1899–1920 Jevsevij (Nikolskij)
- 1918–1922 Michail (Bogdanov)
- 1922–1922 Pavel (Vveděnskij), dočasný administrátor
- 1924–1924 Ioasaf (Rogozin)
- 1925–1927 Kiprian (Komarovskij)
- 1927–1928 Nifont (Fomin)
- 1928–1929 Panteleimon (Maksunov)
- 1929–1930 Mark (Bogoljubov)
- 1930–1932 Varsonofij (Luzin)
- 1931–1932 German (Kokel), dočasný administrátor, svatořečený mučedník
- 1991–1992 Nikolaj (Škrumko)
- 1992–2018 Veniamin (Puškar)
- 2018–2024 Vladimir (Samochin)
- od 2024 Pavel (Grigorjev)